# August Zichy
August hrabě Zichy z Vaszonykeö (August Graf Zichy von Zich und Vásonykeö / Gróf Zichy Ágost) (14. června 1852, Vídeň – 4. října 1925, Vídeň) byl uherský šlechtic, maďarský politik, cestovatel a spisovatel. Po studiích procestoval celý svět a byl čestným členem řady vědeckých institucí v různých evropských zemích. Angažoval se také jako politik a státní úředník, byl guvernérem v Rijece (1883–1892), svou kariéru završil jako nejvyšší maršálek císařského dvora (1911–1918). Byl dědičným členem uherské panské sněmovny a nositelem Řádu zlatého rouna.

## Životopis

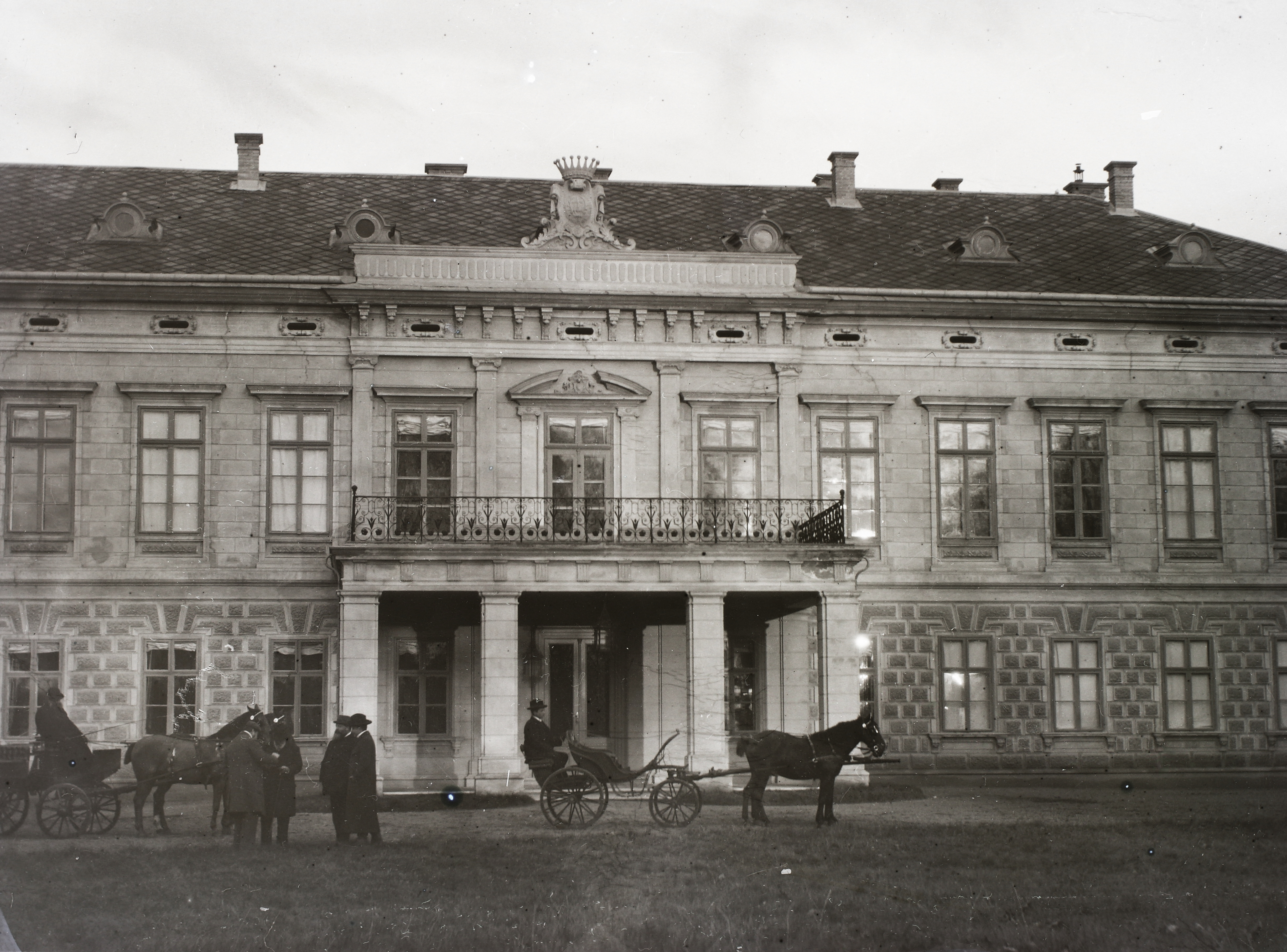
Zámek Káloz u Balatonu, venkovská rezidence Augusta Zichyho

Pocházel z významného uherského šlechtického rodu Zichyů, narodil se ve Vídni jako třetí syn hraběte Františka Zichyho (1811–1900), rakousko-uherského velvyslance v Turecku. Gymnázium absolvoval v Trnavě poblíž hlavního rodového sídla ve Voderadech, poté studoval práva na univerzitách ve Vídni a Budapešti, v roce 1875 získal titul doktora práv. V letech 1875–1878 podnikl spolu se starším bratrem Josefem cestu po světě, navštívili země Dálného východu (Vietnam, Čína, Japonsko) a také Mongolsko. V roce 1878 sám navštívil USA a Kanadu. Své poznatky z cest prezentoval na veřejných přednáškách a také jako spisovatel, v roce 1880 se stal členem Maďarské akademie věd.
V letech 1879–1881 byl poslancem uherského zemského sněmu, v roce 1883 byl jmenován doživotním členem uherské Sněmovny magnátů. V letech 1883–1892 zastával funkci guvernéra v Rijece. Mezitím se stal c. k. komořím a v roce 1886 byl jmenován tajným radou. Později se angažoval především v Uhrách, nakonec byl v letech 1911–1918 nejvyšším maršálkem císařského dvora. Mimoto byl vládním komisařem pro Tereziánskou akademii a čestným členem řady dalších institucí. Po zániku monarchie žil v soukromí ve Vídni. Za zásluhy byl nositelem velkokříže Leopoldova řádu (1912) a v roce 1915 obdržel Řád zlatého rouna. Ve funkci nejvyššího dvorního maršálka získal také několik vyznamenání od zahraničních panovníků, byl nositelem velkokříže pruského Řádu červené orlice a pruského Řádu koruny a velkokříže bulharského Řádu sv. Alexandra. Po otci vlastnil několik velkostatků v Uhrách, k letním pobytům mimo Vídeň sloužil zámek Káloz poblíž Székesfehérváru.

## Rodina
V roce 1881 se oženil s hraběnkou Hedvikou Wimpffenovou (1861–1892), dcerou námořního kapitána hraběte Viktora Wimpffena. Měli spolu tři dcery. Nejstarší Marie Anastázie (1883–1977) byla dámou Ústavu šlechtičen v Brně a po otci dědičkou zámku Káloz. Prostřední Theodora (1886–1915) zemřela předčasně a nejmladší Anastázie Augusta (1891–1969) se provdala za hraběte Jiřího Széchenyiho.
Augustův nejstarší bratr Josef (1841–1924) byl též guvernérem v Rijece a v letech 1872–1875 ministrem několika resortů ve dvou uherských vládách, další bratr Theodor (1847–1927) byl diplomatem a dlouholetým rakousko-uherským vyslancem v Bavorsku.